# ポリプテルス・セネガルス
ポリプテルス・セネガルス（学名：Polypterus senegalus senegalus、英：Senegalus Bichir）は、ポリプテルス目ポリプテルス科に属する魚類。

## 形態
野生では全長50センチメートル（cm）程に達するが、飼育下では20-30cm程度で成長が止まってしまうことが多い。上顎よりも下顎の方がやや突出するか、上顎とほぼ同じ長さである。

## 亜種
- Polypterus senegalus meridionalis　Poll, 1941
- Polypterus senegalus senegalus　Cuvier, 1829

## 生態
西アフリカの河川の淀みや池沼等に生息する。食性は動物食で、昆虫、節足動物、甲殻類、魚類等を食べる。繁殖形態は卵生。

## 人間との関係

### 飼育
観賞魚として飼育されることがあり、日本にも輸入されている。主に東南アジアで大量に養殖された基亜種の繁殖個体が流通する。野生個体の流通は稀。流通量は多く、時にデパートの屋上やホームセンター等で見かけることもある。価格が安価で丈夫かつ性質が温和なためポリプテルス飼育の入門種として紹介されることもあるが、大量養殖や近親交配の影響か虚弱な個体が流通することもある。アルビノや鰭が伸長する型（ロングフィン）等の品種も作出されている。
60cm水槽で飼育は可能だが、それ以上のサイズが望ましい。餌は生き餌や人工飼料などを偏らないように与える。水温は摂氏26度程度。中性で軟水の水を好む。飛び出すことがあるので、蓋は隙間ができない様にする。